# Pope-Vannoy Landing
Pope-Vannoy Landing – jednostka osadnicza w Stanach Zjednoczonych, w stanie Alaska, w okręgu Lake and Peninsula.